# Río Zarumilla
Der Río Zarumilla, im Oberlauf auch La Moquillada und Quebrada Las Lajas, ist ein etwa 100 km langer Zufluss des Pazifischen Ozeans in der Grenzregion von Ecuador und Peru.

## Flusslauf
Der Río Zarumilla entspringt auf einer Höhe von etwa 600 m im Südwesten der Provinz El Oro in Ecuador. Er fließt anfangs 40 km in westsüdwestlicher Richtung. Dabei passiert er die Ortschaft La Victoria. Anschließend wendet sich der Fluss nach Norden und bildet die Staatsgrenze zwischen Ecuador und Peru. Bei Flusskilometer 37 trifft der Quebrada Seca linksseitig auf den Fluss. Dort befindet sich die Ortschaft Matapalo auf der peruanischen Uferseite. Bei Flusskilometer 34 trifft der Quebrada Palmales, wichtigster Nebenfluss des Río Zarumilla, von rechts auf diesen. Am rechten Flussufer liegen die Ortschaften Carcabón und Chacras. Bei Flusskilometer 19 befindet sich ein Wehr. Unterhalb diesem zweigt rechtsseitig ein Kanal ab, der die Staatsgrenze bildet. Das eigentliche Flussbett liegt nun auf peruanischem Gebiet. Bei Flusskilometer 10 überquert ein neugebauter Straßenabschnitt der Panamericana den Fluss. 4 Kilometer flussabwärts überquert die „alte“ Panamericana den Fluss. Am linken Ufer befindet sich die Provinzhauptstadt Zarumilla, zwischen dem Río Zarumilla und dem Grenzkanal befindet sich die Kleinstadt Aguas Verdes. Jenseits der Grenze in Ecuador liegt die Stadt Huaquillas. Fünf Kilometer oberhalb der Mündung spaltet sich der Fluss in zwei Hauptmündungsarme auf, die sich weiter verzweigen. Das Mündungsgebiet liegt im äußersten Süden des Golfs von Guayaquil. Dort befindet sich das Schutzgebiet Santuario Nacional Los Manglares de Tumbes.
Das Einzugsgebiet umfasst 731,2 km². Im Flusstal werden hauptsächlich Bananen und Reis, in geringerem Maße Mais, Zitronen, Sojabohnen und Bohnen angebaut. Im Unterlauf führt die Einleitung von Abwässern zu einer starken Minderung der Wasserqualität.